# Hormizd (Usurpator)
Hormizd war ein spätantiker persischer Usurpator aus dem Hause der Sassaniden im späten 3. Jahrhundert n. Chr.
Über Hormizd ist kaum etwas bekannt, die wenigen Informationen stammen aus westlichen (lateinischen) Quellen; in orientalischen Quellen wird er nicht erwähnt. In den Panegyrici Latini (anonymer Panegyrikus des Jahres 291: 17,2) wird berichtet, dass sich ein gewisser Ormies (Hormizd) gegen seinen Bruder, König Bahram II., erhoben und dabei Unterstützung von Völkern aus dem Osten erhalten hat. Eutropius berichtet nur knapp von Unruhen im Perserreich, die Kaiser Carus ausnutzte, als er 283 in Persien einfiel (Eutropius 9,18). Hinzu kommt eine Notiz in der (oft allerdings sehr unzuverlässigen) Historia Augusta, wo in der Biographie des Carus ebenfalls von inneren Kämpfen in Persien berichtet wird (Vita Cari 8).
Der Forschung zufolge ist auf Grundlage dieser Berichte eine Rebellion im Osten Persiens rekonstruierbar, wenngleich der genaue Zeitpunkt (wohl um 280), die Dauer und die genauen Hintergründe unbekannt bleiben. Anscheinend hatte sich in Sīstān ein Verwandter Bahrams II. erhoben, der dort als sassanidischer Vizekönig fungierte und sich nun als Konkurrent zu Bahram präsentierte. Dazu würden Münzprägungen aus dem Osten des Sassanidenreichs passen, die von einem dortigen Vizekönig namens Hormizd Ende des 3. Jahrhunderts gemacht wurden; dieser bezeichnete sich als Hormizd, König der Könige der Kušān. Es muss sich aber nicht zwingend um einen Bruder Bahrams II. gehandelt haben, sondern möglicherweise um einen Cousin. Bahram gelang es jedoch, diese Revolte zu einem unbekannten Zeitpunkt niederzuschlagen, wenngleich dieser Kampf sich wohl über Jahre hingezogen und erhebliche Ressourcen gebunden hat, was Carus bei seiner Invasion im Jahr 283 ausgenutzt hatte. Der gescheiterte Usurpationsversuch unterstreicht auch die angespannte Lage im Sassanidenreich, als es nach dem Tod von Schapur I. im Jahr 270 zum Streit um die Königswürde kam (siehe auch Narseh).